# Mistrzostwa Chin w Skokach Narciarskich 2019
Mistrzostwa Chin w Skokach Narciarskich 2019 – zawody mające na celu wyłonić mistrza Chin, które rozegrane zostały w dniach 5 stycznia 2019 roku w Jilin na skoczni normalnej. Mistrzostwa zostały podzielone na dwie kategorie: mężczyzn oraz kobiet.
Mistrzostwo wśród mężczyzn wywalczył Yang Guang. Kolejne miejsca na podium zajęli Li Chao oraz Chen Zhe.
W kategorii kobiet najlepsza okazała się być Li Xueyao. Na drugim miejscu sklasyfikowana została Ma Tong, a na trzecim Zhou Fangyu.
Poza konkursami indywidualnymi odbył się jeden konkurs drużynowy w kategorii kobiet, który wygrał zespół Tonghua, który reprezentowały medalistki z konkursu indywidualnego Li Xueyao, Ma Tong, Zhou Fangyu oraz Hao Yanjie.